# Ecartament feroviar

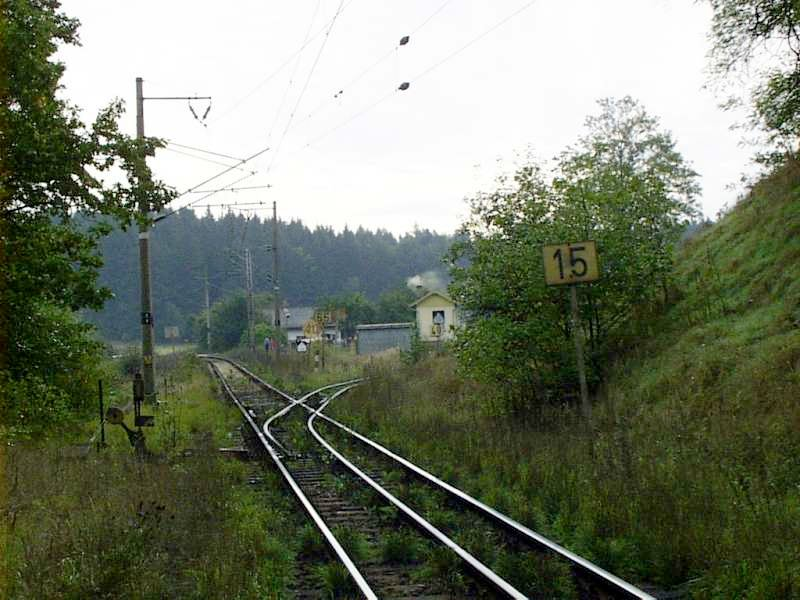
Conexiune și macaz între linii cu ecartament normal și îngust în Jindříchův Hradec, Republica Cehă.

Ecartamentul reprezintă distanța dintre urmele lăsate pe teren de roțile aceleiași osii ale unui vehicul sau distanța dintre fețele interioare ale celor două șine de cale ferată, determinată în plan orizontal la o cotă de 14 mm situată sub partea superioară a ciupercii șinei măsurat în mm.
După ecartament, căile ferate se împart în:
- căi ferate cu ecartament normal, de 1.435 mm, caracteristic celor mai multe țări europene, asiatice, și africane;
- căi ferate cu ecartament larg, mai mare de 1.435 mm:
  - cu ecartament de 1.524 mm, specific pentru Rusia și țările foste membre ale Uniunii sovietice, Mongolia;
  - cu ecartament de peste 1.600 mm, specific pentru Spania, India, Chile;
- căi ferate cu ecartament îngust, sub 1.435 mm (700–1.200 mm), folosite în zonele montane, forestiere, agricole și pe șantiere.

În România, ecartamentul adoptat este cel de 1.435 mm (1.432 mm pentru metrou), însă există și căi ferate istorice cu ecartament îngust (Mocănița, 760 mm), precum și căi ferate cu ecartament larg (tipic rusesc). Orașul Sighetu Marmației (județul Maramureș) a avut aceste trei tipuri de ecartament până la desființarea transportului feroviar pe ecartament îngust între oraș și exploatările forestiere din regiune. În prezent, între Câmpulung la Tisa și Valea Vișeului, calea are și ecartament normal, pentru CFR, și ecartament larg, pentru trenurile ucrainene care circulă pe aici.
În Republica Moldova, ecartamentul adoptat este cel de 1.520 mm. Schimbarea ecartamentului, pentru intrarea în România sau ieșirea de acolo se face la hotarul moldo-român, la depourile speciale în acest scop.